# Geneviève Amyot
Pour les articles homonymes, voir Amyot.
Geneviève Amyot est une poète et romancière québécoise née le 10 janvier 1945 à Saint-Augustin-de-Desmaures, près de Québec, et morte le 11 juin 2000 à Lévis.

## Biographie
Geneviève Amyot est née le 10 janvier 1945 à Saint-Augustin-de-Desmaures.
Elle étudie en pédagogie à l'École Normale Notre-Dame-De-Foy de 1961 à 1965, puis en Lettres à l'Université Laval, où elle reçoit sa licence en 1969.
De 1965 à 1972, elle est enseignante au primaire, et de littérature au niveau collégial. Elle se consacre par la suite à son écriture. Elle collabore à plusieurs revues dont Estuaire, Dérives, La Nouvelle Barre du jour, Interventions, Québec français et Room of One's Own (en).
Durant les 10 dernières années de sa vie, elle fait face à une maladie dégénérative. Geneviève Amyot décède le 11 juin 2000.
Pour lui rendre hommage, le Bureau des affaires poétiques de la ville de Québec a créé le Prix Geneviève-Amyot en 2015.
Elle est la tante du comédien Yves Amyot.

### Écriture
Geneviève Amyot s'intéresse au quotidien de la femme, de la maternité et du deuil. La poète et critique Louise Dupré décrit ainsi son style, : 

« Sa voix, forte de sa fragilité même, assurée malgré ses tremblements, élabore un monde minuscule, modeste, à la hauteur de l'individu. Jamais elle ne cherche à atteindre au mythique. Si le je lyrique touche à l'universel, c'est à l'universel des petits, des démunis, des sans-voix formant une humanité qui souffre, désire, halète, aime, espère et meurt. On est ici dans la vie sans gloire avec son quotidien, ses pensées, ses sentiments humbles (…) »

Elle correspond avec le médecin et poète Jean Désy de 1990 à 2000. Un livre posthume réunissant plusieurs de ces lettres a été publié en 2012 sous le titre Que vous ai-je raconté? Correspondance 1990-2000. Geneviève Amyot — Jean Désy.

## Œuvres

### Romans
- L'Absent aigu, Montréal, éditions Quinze, 1976, 127 p. (ISBN 0885650875)
- Journal de l'année passée, roman, Montréal, VLB éditeur, 1978, 167 p.

### Nouvelles
- Petites fins du monde, récits, Montréal, VLB éditeur, 1988, 115 p. (ISBN 2890053121)

### Poésie
- La mort était extravagante, Montréal, Éditions du Noroît (dessins de Madeleine Morin), 1975, 91 p.  (ISBN 088524012X) ; réédition de La mort était extravagante, suivi de Nous sommes beaucoup qui avons peur, avant-propos de Luc Lecompte, Montréal, éditions du Noroît, 2003, 102 p.  (ISBN 2-89018-520-6)
- Dans la pitié des chairs, Montréal, Éditions du Noroît (dessin de Madeleine Morin), 1982, 117 p. (ISBN 2890180611)
- Corps d'atelier, Montréal, Éditions du Noroît, 1990, 96 p.  (ISBN 088524012X); réédition de Corps d’atelier, avec une préface de Jean-Paul Daoust, Éditions du Noroît, 2013, 88 p.  (ISBN 2890181995)
- Je t'écrirai encore demain, Montréal, Éditions du Noroît, 1994, 118 p.  (ISBN 2-89018-285-1)
- « Ma fille », Femmes rapaillées, Montréal, Mémoire d'encrier; poème inachevé transmis par sa fille au collectif de 41 poétesses, 2016, 240 p.  (ISBN 9782897123697)

### Jeunesse
- Corneille et compagnie, La grosse famille, éditions TROIS (Tome 1), 2000.  (ISBN 2-89516-017-1)
- Corneille et compagnie, Chiots recherchés, éditions TROIS (Tome 2), 2000.  (ISBN 2-89516-018-X)

### Anthologie
- Poètes du Québec, anthologie de 25 poètes choisis par Andrée Appercelle et Geneviève Amyot, Maison de la poésie de Saint-Martin-d'Hères (France), 1988.
- Anthologie de la poésie des femmes au Québec, textes choisis par Nicole Brossard et Lisette Girouard, éditions du Remue-Ménage, 1991, 480 p.  (ISBN 978-2-89091-209-0)

- J'écris peuplier (livre anniversaire), Collectif paritaire de cinquante poètes, dirigé et illustré par Monique LeBlanc, préface de Paul Bélanger, Montréal, Éditions du Noroît, 2021  (ISBN 978-2-89766-278-3)

### Œuvres posthumes
- Que vous ai-je raconté? Correspondance 1990-2000. Geneviève Amyot — Jean Désy, Montréal, Éditions du Noroît, coll. Chemins de traverse, 2012, 489 p.  (ISBN 9782890187429)

## Prix et honneurs
- 1990 : lauréate du Prix de poésie Terrasses Saint-Sulpice de la revue Estuaire pour Corps d'atelier [10]
- 1990 : en nomination pour le Prix du Gouverneur général de poésie pour Corps d'atelier[11]